# Tarnów (stacja kolejowa)
Tarnów – stacja kolejowa w Tarnowie, w województwie małopolskim, z zabytkowym, neobarokowym budynkiem dworca.

## Ruch pasażerski
| Rok  | Wymiana roczna | Wymiana pasażerska na dobę | miejsce w Polsce |
| ---- | -------------- | -------------------------- | ---------------- |
| 2017 | 1 970 000      | 5 400                      | 42               |
| 2018 | 2 120 000      | 5 800                      | 42               |
| 2019 | 2 120 000      | 5 800                      | 47               |
| 2020 | 1 610 000      | 4 400                      | 36               |
| 2021 | 1 970 000      | 5 400                      | 36               |
| 2022 |                | 6 900                      | 44               |

## Stacja kolejowa

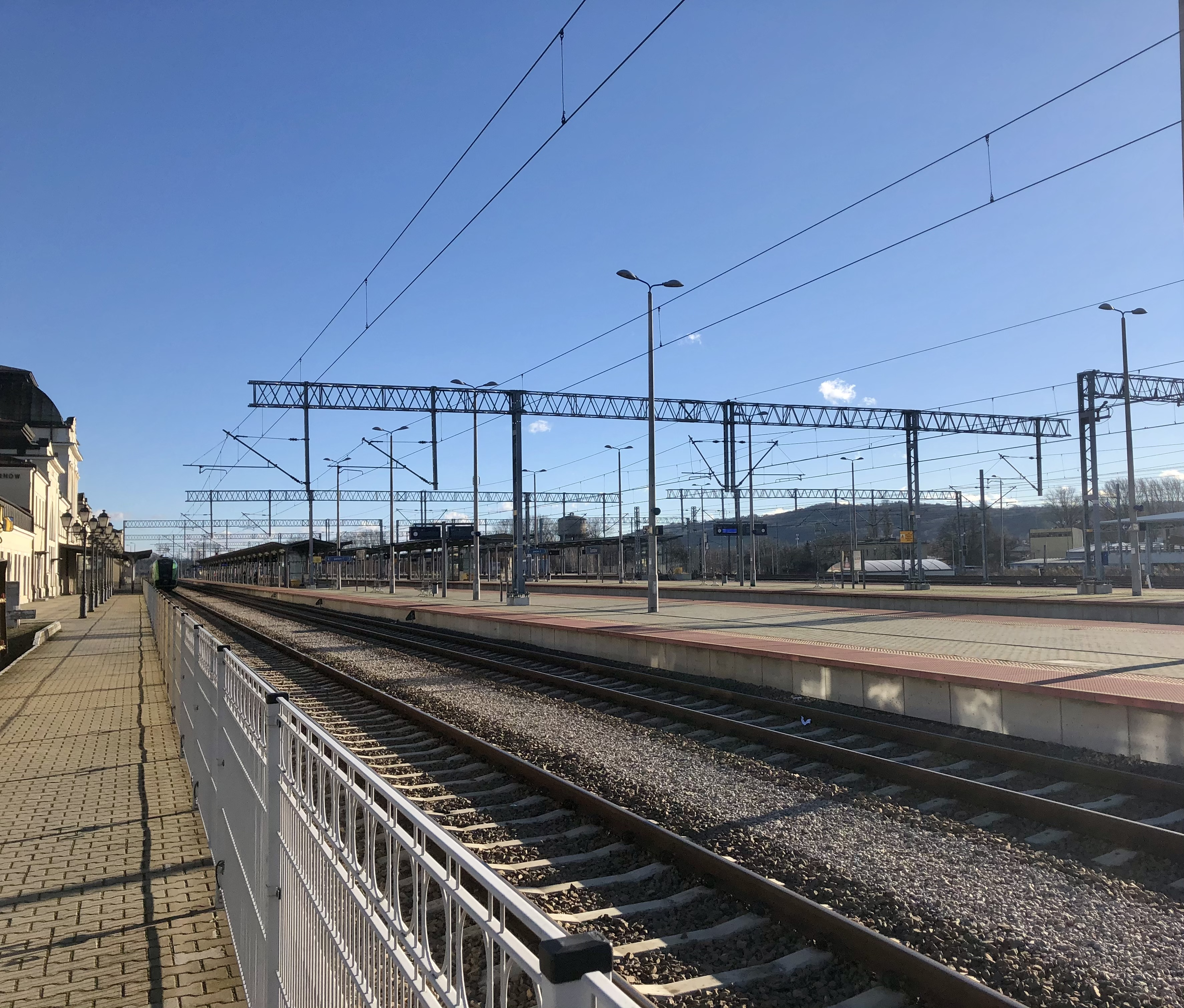
Widok na perony (2020)

Według klasyfikacji PKP ma kategorię dworca wojewódzkiego. Stacja znajduje się na międzynarodowej linii kolejowej E30 Zgorzelec-Medyka. Położona jest w południowej części miasta. Stacja posiada 3 perony wyspowe 1, 2 i 3. Do 2008 istniał też wąski peron wyspowy 1A – obecnie rozebrany. Na stacji znajdują się dwie nastawnie („Tr”, „Tr1”). Przed modernizacją nastawnia „Tr” była wyposażona w urządzenia przekaźnikowe typu E oraz na stacji była obecna stara sygnalizacja świetlna z sześciokomorowymi semaforami. Po modernizacji która odbywała się w latach 2012–2018 nowy budynek nastawni obsługuje także ruch na okolicznych stacjach w ramach tzw. systemu LCS. Przez stację przechodzą następujące linie kolejowe:
| numer | relacja                | elektryfikacja | status                                 |
| ----- | ---------------------- | -------------- | -------------------------------------- |
| 91    | Kraków Główny – Medyka | T              | czynna                                 |
| 96    | Tarnów – Leluchów      | T              | czynna                                 |
| 115   | Tarnów – Szczucin      | N              | używana sporadycznie w ruchu towarowym |

## Gmach dworcowy
Obecny gmach dworcowy powstał w okresie 1906–1910 w oparciu o projekt Ernsta Baudischa z Ministerstwa Kolei Żelaznych w Wiedniu. Wcześniej według tego samego projektu powstał dworzec w Stanisławowie.
W 1915 w wyniku działań wojennych budynek dworca uległ uszkodzeniu.
28 sierpnia 1939 został przeprowadzony zamach bombowy na tarnowskim dworcu. Jego autorem był Antoni Guzy, Polak współpracujący z Niemcami. Wskutek wybuchu śmierć poniosło 20 osób, a 35 odniosło obrażenia.
W godzinach porannych 14 czerwca 1940 z Tarnowa wyruszył pierwszy masowy transport więźniów do KL Auschwitz. W 70. rocznicę tego wydarzenia na dworcu odsłonięto pomnik Pamięci I Transportu Więźniów do KL Auschwitz. Umieszczono na nim nazwiska 728 więźniów.
W latach 2007–2010 budynek dworca, wraz z terenem przylegającym, poddany został generalnemu remontowi. Prowadzono go w uzgodnieniu z konserwatorem zabytków. Zakończenie remontu oraz uroczyste otwarcie odbyło się 13 listopada 2010. W ramach uroczystości zorganizowano przejazd parowozu Ty2–953 z wagonami retro do Tuchowa.
W wyniku remontu tarnowski dworzec odzyskał swój wygląd sprzed stu lat. Odnowiono elewację budynku i jego wnętrze, wymieniono podłogi, stolarkę okienną i drzwiową, instalacje CO, wodno-kanalizacyjną, elektryczną i teletechniczną – także przed gmachem budynku. Dokonano wzmocnienia fundamentów budynku.
Pomieszczenia dworca PKP po remoncie przypominają wnętrza eleganckich hoteli sprzed stu lat. Na remont dworca wydano 42 mln zł. Pieniądze pochodziły z budżetu państwa i środków własnych PKP SA.
9 września 2024 r. dworzec otrzymał imię Wincentego Witosa, podczas uroczystości odsłonięto tablicę z wizerunkiem Witosa.